# Reiko Katō
Reiko Katō (かとうれいこ, Katō Reiko) es una actriz, y gravure idol japonesa, activa en la década de los 90. (n. 19 de febrero de 1969 en Koshigaya, Japón). Su nombre de nacimiento es Fusae Katō (かとう ふさえ), y su nombre real actual es Fusae Yokō (よこお ふさえ). Es conocida por tener unos enormes senos naturales.

## Actividades principales

### Películas
- Maestra tutor <Diosa de la venganza> (1990 Japan Video Film Co., Ltd., 2008 convertida a DVD por E · Marketing)
- Guardiana maestra <Diosa del infierno> (1990 Japan Video Film Co., Ltd.)
- Quiero ser un adulto - demasiadas reglas (1991 Tohokushinsha)
- Amor tina caliente (1991)

### Series de televisión
- Ya no amo a nadie (Fuji Television en 1991)
- Detective de canciones de cuna (1991 TV Asahi, Daiei TV)
- Solo que no puedes ver (Fuji Television en 1992)
- ¡Quiero ser feliz! Familia Heisei Arashiyama (1992 TV TOKYO)
- Compañero primo (NTV en 1992)
- ¿Qué vio Sales Lady (1993 TV Asahi)?
- Fruta Prohibida (NTV en 1994)
- Drama de Taiga "Yatsushi Shogun Yosune" (1995 NHK)
- Shonan Liverpool Academy (1995 Fuji TV)
- Magnolia (1995 TV Asahi)
- Casa Nako 2 (Nippon TV en 1995)
- Kao Ai no Theater "Tome coraje" (TBS en 1998)
- Akima! (1998 TBS)
- Abundante después de la escuela (1999 TV Asahi)
- Mujer investigadora atrapadora de ojos (1999 NHK)
- Sábado en todo el teatro 'Muta, archivo de delitos penales 28' (2000 TV Asahi)
- Viernes entretenimiento "The Bride of Hell 2" (Televisión Fuji en 2001) - Erika Tomura
- Cosas malas 2 "Dime" (BS Fuji en 2010)
- Drama regional "Koshigaya Saiko" (NHK BS Premium en 2018) - Yuri Sato

### Radio
- Difusión cultural " Get Mine's Weekend "
- Nippon Broadcasting "B21 Special Activity Friday"
- Kiss-FM KOBE "después de la selección de Kobe ~ R de etapa"
- Kiss-FM KOBE "Midnight Kiss Part 2"
- BayFM " LOVE TALKIN ' "
- FM-Fuji "EBONY & IVORY"
- FM Osaka "Reiko's Unique"
- TBS Radio "Koisuri Awarei Le de Kato Reiko"
- TOKIO FM "Tokyo F Night"